# Petr Kolář (zpěvák)
Petr Kolář (* 20. června 1967 České Budějovice) je český zpěvák.

## Život
Pochází z Českých Budějovic a zde začal hudební kariéru ve skupině Boule. Po absolvování lesnické školy ve Vimperku odešel do Plzně a se skupinou Sarah natočil album Sarah. V roce 1996 začal v Praze hrát se skupinou Precedens. Po určité době přešel do skupiny Arakain místo Aleše Brichty. Žije v Praze a s přítelkyní má dva syny a dceru.

## Ocenění
- 2004 – výhra v kategorii zpěvák – anketa Černá vrána
- 2005 – v anketě TýTý týdeníku Televize získal třetí místo
- 2005 – za prodej více než 10 000 ks nosičů alba Album (2005) získal Zlatou desku
- Několikrát se umístil na 2. místě v anketě Český Slavík MATTONI

## Hity
- Vyznání (Petr Henych / Petr Šiška[1])
- Ještě že tě, lásko, mám (Karel Svoboda / Petr Šiška[2][3])
- Den, kdy se vrátí láska (ORM / Zdeněk Rytíř) – duet s Leonou Machálkovou
- To jenom láska zastaví čas (P. Kolář, M. D. Doležal / P. Kolář) s Karlem Gottem, 2015
- Pokemon Znělka
- Hymna SPD

## Diskografie
- 1999 Mackie Messer
- 2005 Album
- 2006 V Lucerně
- 2007 Bez křídel
- 2009 Akusticky v Karlíně
- 2011 Čas nás naučí
- 2014 Na Žofíně
- 2015 A proč ne?

### Skupina Sarah
- 1994 Sarah

### SkupinaPrecedens
- 1997 Lalalá
- 2003 Držhudbu!

### SkupinaArakain
- 2003 Metalmorfoza
- 2005 Warning!

### Hostování
- 1994 Holky tu jsou – Parkán
- Od 1996: Vokály v písních skupiny Těžkej Pokondr (sólo v posledním refrénu písně Džíny)
- 1999 Velvet revolution – Michael Kocáb & Petr Kolář & Tomáš Kympl
- 1999 Pokémon 2.B.A. Master – zpěv některých písní v českém překladu včetně znělky k první sérii seriálu Pokemon
- 1999 Pár přátel stačí mít – Michal David – 01. S láskou – Michal David a Petr Kolář
- 2000 Jedna jediná – Iveta Bartošová – 10. Já chci být Ti vším – Iveta Bartošová a Petr Kolář
- 2003 Vltava tour – Daniel Landa
- 2003 Karel Svoboda 65 – 24. Ještě, že tě, lásko mám – CD2
- 2004 Nákup Mesiaca – Ploštín Punk – 17. Aranka (Arakain) Španielka
- 2004 Legendy 2 – Aleš Brichta – 14. Šém – Aleš Brichta a Petr Kolář
- 2004 Alimania – Jakub Mohamed Ali – 03. Slon, 04. Pacifista, 06. S nadějí
- 2004 Karel Hašler 125 – 14. Jurův synek – Patrola a Petr Kolář[4]

### Kompilace
- 1997 Vlasy
- 2001 Hamlet
- 2001 Krysař
- 2002 Hity z českých muzikálů
- 2003 Johanka z Arku
- 2003 Galileo – zlatá edice
- 2004 Tři mušketýři
- 2006 Golem
- 2009 Mona Lisa

## Muzikály
- Dracula[5]
- Vlasy … Wolf
- Hamlet … Laertes, později Hamlet
- Krysař … Krysař
- Johanka z Arku … kapitán La Hire
- Galileo … Giordano Bruno
- Excalibur … král Artuš
- Tři mušketýři … Athos
- Láska je láska … Maďar
- Klíč Králů … Grg
- Notre Dame de Paris (2001,2012)...Quasimodo
- Kat Mydláŕ
- Atlantida (2003)
- Muž se železnou maskou (Athos)
- Golem (muzikál)